# Station Bischofstein
Station Bischofstein is een spoorwegstation in de Poolse plaats Bisztynek. Voor 1945 heette deze plaats Bischofstein en lag het in het voormalige Oost-Pruisen. Het station lag aan de in 1945 opgebroken lijn van Heilsberg (Lidzbark Warmiński) naar Bischdorf (Sątopy-Samulewo).